# Syncerus
Syncerus es un género de bóvidos africanos que incluye el búfalo del Cabo (Syncerus caffer), así como el distintivo búfalo del bosque africano.
Al menos una especie extinta pertenece a este género; Syncerus acoelotus. El extinto búfalo gigante africano (Syncerus antiquus) también está incluido en este género por muchas autoridades.

## especies
- Syncerus caffer
  - Syncerus caffer caffer
  - Syncerus caffer nanus
  - Syncerus caffer brachyceros
  - Syncerus caffer aequinoctialis
  - Syncerus caffer mathewsi
- †Syncerus acoelotus
- †Syncerus antiquus